# 牛島秀彦
牛島 秀彦（うしじま ひでひこ、1935年1月27日 - 1999年7月12日）は、日本のノンフィクション作家、文芸評論家。

## 略歴
中華民国青島市にて生まれる。1953年佐賀県立佐賀高等学校卒業、1958年早稲田大学第一文学部東洋哲学科卒業、同年4月旺文社雑誌編集部入社。1969年3月旺文社退社、同年4月日本リーダーズ・ダイジェスト特別出版部入社。1974年2月日本リーダーズ・ダイジェスト退社、同年5月富士観光開発ハワイ入社、単身ハワイに渡り、8月には家族をハワイに呼び寄せる、1976年3月富士観光開発退社。1981年4月、東海女子大学文学部助教授（比較文化論、英米文化担当）。1985年4月、東海女子大学文学部教授。
1968年4月日本文芸家協会会員、日本ペンクラブ会員。1985年4月アメリカ学会会員、1998年日本中国文化交流協会会員。
1999年6月11日、城西ロータリークラブでの講演中に、大動脈瘤剥離で倒れ入院。手術は成功したが、体力が弱っていたところへ、急性肺炎にかかり、内臓諸器官不全のため、同年7月12日、東京都新宿区の榊原記念病院で死去。享年64。

## 親族
名古屋軍（中日ドラゴンズの前身）エース投手、太平洋戦争末期の1945年5月海軍航空特攻で戦死した石丸進一は従兄に当たる。石丸についての著作もあり、映画化もされている。

## 著作
- アメリカの白い墓標 虎見書房 1968
- ハワイの日系人 真珠湾体験からの出発 三省堂新書 1969
- 脱にっぽんガイド 海外で活躍したい若者へ ベストセラーズ 1970
- スポーツ亡国論 その狂気と現代 東洋出版 1970 (東洋選書)
- あなたもできるアメリカ留学  実業之日本社 1971 (実日新書)
- スポーツ狂気と日本人 スポーツバカへの直言 エール出版社 1972
- 非国民的天皇論 「天皇陛下万歳」の思想 エール出版社 1973
- 離婚のすすめ 悪妻54人の徹底研究 スポーツニッポン新聞 1974
- 昭和天皇と日本人 三一書房 1976  のち河出文庫
- 九軍神は語らず 講談社 1976 のち文庫、光人社NF文庫
- ドキュメンタリー真珠湾 時事通信社 1976
- ニッポン帝王学 トップの座を支える知恵 潮出版社 1977 (ゼロ・ブックス)
- 行こかメリケン、戻ろかジャパン ハワイ移民の100年 サイマル出版会、1978　のち講談社文庫
- もう一つの昭和史 1 深層海流の男・力道山 毎日新聞社 1978　「力動山物語」徳間文庫
- もう一つの昭和史 2 風雪日本野球 V.スタルヒン 毎日新聞社 1978　「巨人軍を憎んだ男」福武文庫
- もう一つの昭和史 3 謀略の秘図・辻政信 毎日新聞社 1978
- もう一つの昭和史 4　浅草の灯エノケン 毎日新聞社 1979
- もう一つの昭和史 5 夢の放浪者・江戸川乱歩 毎日新聞社 1980
- 二人だけの戦争 真珠湾攻撃零戦と日系二世島民の悲劇 毎日新聞社 1980 のち旺文社文庫、「真珠湾の不時着機」河出文庫
- 消えた春 名古屋軍投手石丸進一 時事通信社 1981  「最後のキャッチボール」サンケイ出版、原題で河出文庫。1996年には『人間の翼 最後のキャッチボール』というタイトルで映画化
- 第二世少林寺管長 少林寺拳法の神髄と宗由貴 作品社 1981
- 藤原義江 歌と女たちへの讃歌 読売新聞社 1982
- 教祖二世は行動する 霊友会と久保継成 現代史出版会 1982 (現代の集団シリーズ)
- われ凍土の下に埋もれ　世界文化社、1984　「アッツ島玉砕戦」光人社NF文庫
- ノンフィクション・皇太子明仁 朝日新聞社 1987　「天皇明仁」河出文庫
- 私のアメリカ 世論時報社 1988
- この常識では日本人は世界を歩けない いま一番新しい世界の思考 ベストセラーズ 1991 (ワニの本)
- 英語の殺し文句 もっと英語で自分を主張しよう 華麗なる説得技法 小田実共著 ベストセラーズ 1993 (ワニの本)
- 月夜の虹 講談社 1998
- 目かくしされた日本人 島国・鎖国・占領の構図「輝ける生の世紀」への提言 ニュートンプレス 1999

ノンフィクション作品一貫の精神は生身の人間を利用するために神として祭りあげることの非理論性と、そこから生じる非人間性を衝く。1973年に刊行した『非国民的天皇論 「天皇陛下萬歳」の思想』は、右翼から激しい攻撃を受けたこともあった。

## 翻訳
- ジョン・トーランド『戦いの神々』（光人社、1988年） ISBN 4-7698-0420-2
- ジョン・トーランド『占領』（光人社、1989年） ISBN 4-7698-0477-6